# Kosei Shibasaki
Kosei Shibasaki (柴崎 晃誠, Shibasaki Kosei) est un footballeur japonais né le 28 août 1984. Il évolue au poste de milieu de terrain. Apparaît 3 fois dans les jeux-vidéo FIFA 17, FIFA 18 et FIFA 19 depuis que le Championnat du Japon de football a été ajouté au jeu de football de EA Sports.

## Palmlarès
- Championnat du Japon en 2015